# Jäglitz (Prignitz)
Die Jäglitz ist ein kleiner Fluss in der Prignitz. Mit seinem Mündungsarm Alte Jäglitz ist er ein rechter Zufluss der Dosse und mit seinem Mündungsarm Neue Jäglitz ein rechter Zufluss der Havel.

## Name
Der schriftliche Erstbeleg stammt aus dem Jahr  1259 (aquam … Gugelitz). Der Name leitet sich vom altpolabischen *Gogolica ab und kann mit 'Bach mit Wildenten' übersetzt werden.

## Flusslauf

### Quellflüsse
Die Jäglitz hat zwei Quellflüsse, die in Kartenwerken mehrfach unter wechselnden Namen geführt wurden und teilweise noch immer werden. In aktuellen Darstellungen der Landesvermessung und Geobasisinformation Brandenburg wird der längere Quellfluss mit der Bezeichnung Jäglitz geführt. Er fließt von seiner Quelle im östlichsten Teil der Gemarkung von Heiligengrabe nach Süden. In älteren Karten wird dieser Quellfluss als Kleine Jäglitz verzeichnet.
Der zweite Quellfluss wurde in früheren Karten unter der Bezeichnung Jäglitz vermerkt und führt heute den Namen Westliche Jäglitz. Seine Quelle befindet sich im Großen Luch auf der Gemarkungsgrenze zwischen Dannenwalde im Norden und Döllen im Süden; er fließt nach Osten.
Das Große Luch wird aber auch nach Westen hin durch die Karthane entwässert; in einigen Karten wird daher auch die Westliche Jäglitz fälschlich so bezeichnet.
Beide Quellflüsse vereinigen sich drei Kilometer nördlich von Kyritz bei Rüdow und fließen zunächst weiter nach Süden bis Plänitz. Hier, drei Kilometer westlich von Neustadt (Dosse), teilt sich die Jäglitz in ihre beiden Mündungsarme, die Alte Jäglitz und die Neue Jäglitz.

### Mündungsarme
Die Neue Jäglitz fließt zunächst nach Westen, dann nach Südwesten, und mündet bei Havelberg gegenüber von Jederitz in die Havel, während die Alte Jäglitz weiter nach Süden fließt und bei Rübehorst in die (Neue) Dosse mündet.
Der Unterlauf der beiden Jäglitz-Arme wurde mit der Trockenlegung des Rhinluchs bis 1774 eingedeicht. Vor der Eindeichung vereinigte sich die Jäglitz bei dem heutigen Ort Schwarzwasser mit der Dosse zu einem unzugänglichen Sumpfgebiet, dem „Schwarzen Wasser“.